# Curite
La curite est un oxyde d'uranyle et de plomb hydraté naturel, de formule chimique Pb3(UO2)8O8(OH)6 • 3 H2O. Elle se présente sous la forme de petites aiguilles rouges. Elle est nommée d'après les physiciens français Pierre et Marie Curie, connus pour leurs travaux sur la radioactivité.   